# Horváthertelend
Horváthertelend (németül: Krowotisch-Hertelen, horvátul: Ertelen, Retlenda, Hertalan) község Baranya vármegyében, a Szigetvári járásban.

## Fekvése
A Zselic tájegységben fekszik, zsáktelepülés, közúton csak Szentlászló és Almamellék érintésével érhető el. Megközelítéséhez a 67-es főútról kell lekanyarodni Szentlászló lakott területének déli szélén a 66 117-es útra, amely keresztülvezet Almamellék belterületén, majd mintegy 6,7 kilométer után egy elágazáshoz ér. Innen északnak ágazik ki a 66 127-es út, amely Horváthertelendre vezet, de ebből az irányból érhető el a szomszédos Csebény is.

## Elnevezései
A falu horvát neve a szigetváriak által használt Ertelen, de régen használták a szigetváriak a Retlenda, és a nagyhajmásiak a Hertalan alakot is.

## Története
A település egyik első ismert okleveles említésénél – egy 1332-ben készült oklevélben – Horcholond alakban olvasható a község neve. Az elnevezés eredete teljesen bizonytalan, talán a hirtelen (?) melléknevünkből képződhetett. A jelenlegi településnév a horvát népnév hozzáadásával született meg, hogy így különböztessék meg a falut Magyarhertelendtől.
A kora középkorban a terület a Meltzer család birtoka volt, a 11. században már plébánia volt itt, a katolikus templom a temető feletti dombon állhatott. A szigetvári vár ostromának idején a falu elpusztult, és csak a 18. század közepétől népesült be újra, horvátokkal, idővel pedig egyre nagyobb arányban németekkel.
A település 1852-ból származó pecsétjének rajza vízszintes vonal alatt ferde csíkozást, ekevasat és csoroszlyát ábrázol, búzakalásszal és karózatlan szőlővel.
A második világháború után 117 magyar, 41 német lakos élt itt. Az 1950-es évek a kis község egy ideig közigazgatásilag Csebényhez, majd 1965 után Ibafához tartozott; a rendszerváltás óta ismét önálló település, melynek közigazgatási feladatait 1991-től az almamelléki székhelyű körjegyzőség látja el.
2018-ban a település 28,89%-a volt munkanélküli.

## A község jelene
A rendszerváltás utáni első évtizedben saját vízbázisú ivóvízhez jutott a falu, rendbe tették a temetőt, vegyesboltot építettek, a határban pedig vadvédelmi kerítést emeltek. Az ezredfordulót követő időszakban került sor az orvosi rendelő és a könyvtár felújítására, illetve a presszó tatarozására. A fejlesztések hatására a népesség korábban tapasztalható fogyása napjainkra megállt a községben.

## Közélete

### Polgármesterei
- 1990–1994: Rózsa Menyhért (független)[6]
- 1994–1998: Rózsa Menyhért (független)[7]
- 1998–2001: Rózsa Menyhért (független)[8]
- 2002–2002: Keserű Irma (független)[9][10]
- 2002–2006: Keserű Irma Gizella (független)[11]
- 2006–2010: Gold Márton László (független)[12]
- 2010–2014: Gold Márton László (független)[13]
- 2014–2019: Orsós Ferenc (független)[14]
- 2019–2024: Orsós Ferenc (független)[15]
- 2024– : Orsós Ferenc (független)[1]

A településen 2002. február 24-én időközi polgármester-választást tartottak, az előző polgármester halála miatt.

## Népesség
A település népességének változása:
| Lakosok száma | 68   | 71   | 67   | 39   | 38   | 48   | 47   | 45   |
|               | 2013 | 2014 | 2015 | 2019 | 2021 | 2022 | 2023 | 2024 |

A 2011-es népszámlálás során a lakosok 94,3%-a magyarnak, 20% cigánynak mondta magát (4,3% nem nyilatkozott; a kettős identitások miatt a végösszeg nagyobb lehet 100%-nál). A vallási megoszlás a következő volt: római katolikus 75,7%, református 1,4%, felekezeten kívüli 5,7% (17,1% nem nyilatkozott).
2022-ben a lakosság 81,3%-a vallotta magát magyarnak, 8,3% cigánynak, 2,1% lengyelnek,8,3% egyéb, nem hazai nemzetiségűnek (10,4% nem nyilatkozott; a kettős identitások miatt a végösszeg nagyobb lehet 100%-nál). Vallásuk szerint 39,6% volt római katolikus, 10,4% református, 2,1% egyéb katolikus, 10,4% felekezeten kívüli (37,5% nem válaszolt).